# Казанукай
Казанука́й (адыг. Къэзэныкъуай) или Ста́рый Казанука́й (адыг. Къэзэныкъоежъ) — исчезнувший (упразднённый) аул в Теучежском районе Республики Адыгея. Ныне затоплен водами Краснодарского водохранилища.

## География

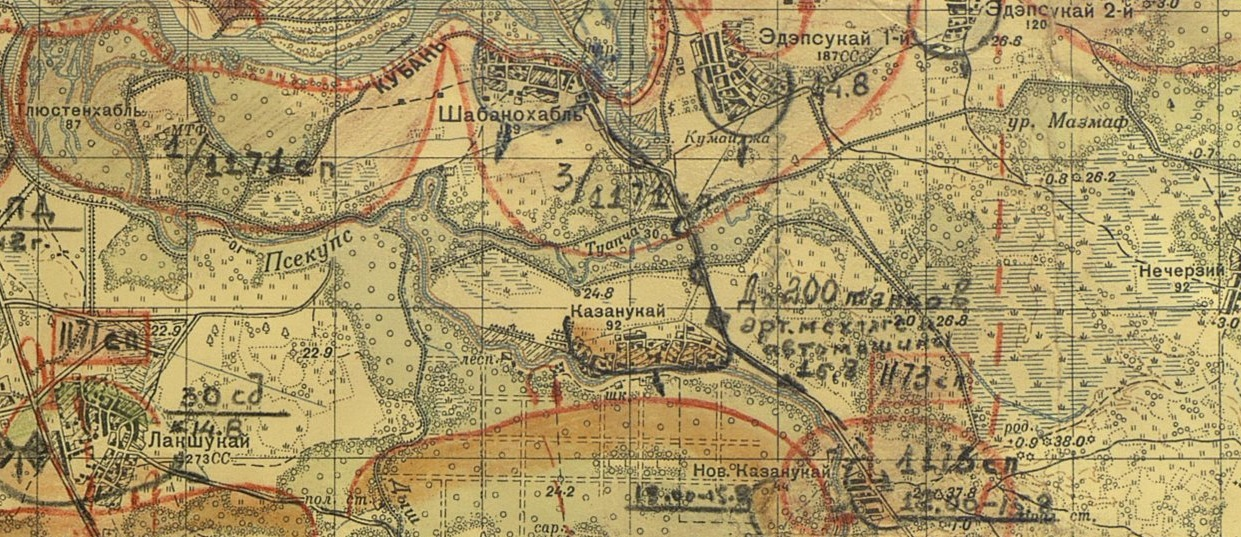
Казанукай на километровой карте РККА 1940 года

Аул располагался в северной части Теучежского района, на правом берегу реки Псекупс, чуть выше её впадения в Кубань. Находился в 18 км к юго-востоку от города Краснодар и в 17 км к северо-западу от районного центра — Понежукай.
Граничил с землями населённых пунктов: Лакшукай на западе, Тлюстенхабль на северо-западе, Шабанохабль и Старый Эдепсукай на севере, Нечерезий на востоке и Новый Казанукай на юге.

## История
Аул основан в 1800 году (некоторыми авторами упоминается 1860 год). Название означает — «аул Казаноко», и дано по адыгской фамилии «Казаноко». 
В 1852 году в ауле насчитывалось 188 дворов и им управлял бжедугский тлекотлеш (дворянин) — Абадзеш Казанок.
К 1920 году в ауле действовали 2 мечети и 2 медресе. 
В 1967 году было предпринято решение о строительстве Краснодарского водохранилища, после чего местное население было постепенно (до 1973 года) вывезено из аула. Большая часть жителей аула была переселена в город Адыгейск, основанный в 1969 году.
В 1932 году в 3 км к юго-востоку от Казанукая был основан аул Новый Казанукай (адыг. КъэзэныкъоякI), который также был затоплен водами Краснодарского водохранилища в 1973 году.

## Топографические карты
- Лист карты E-3-7-Б.